# Almetalbahn
| Streckenverlauf (Stand: 2022), in grau stillgelegter Abschnitt |                                      |                              |                              |
| Streckennummer (DB): | 2961                                 |                              |                              |
| Kursbuchstrecke (DB): | ex 174d, 198p, 198e, 298g, 238e, 345 |                              |                              |
| Kursbuchstrecke: | 174d (1934) 198p (1946)              |                              |                              |
| Streckenlänge: | 59,7 km                              |                              |                              |
| Spurweite: | 1435 mm (Normalspur)                 |                              |                              |
| Streckenklasse: | D4 (Thülen–Brilon Wald)              |                              |                              |
| Streckengeschwindigkeit: | 70 km/h                              |                              |                              |
| |                                      |                              |                              |
| \| \| \| von Warburg \| \| \| \| \| von Bielefeld \| \| \| \| 0,0 \| Paderborn Hbf ⊙ \| 117 m \| \| \| \| nach Soest ⊙ \| \| \| \| \| Mönkeloh (Anst) \| \| \| \| 2,6 \| Alme⊙ \| Alme⊙ \| \| \| 4,4 \| Wewer ⊙ \| Wewer ⊙ \| \| \| 6,9 \| Alme ⊙ \| Alme ⊙ \| \| \| 7,7 \| Borchen ⊙ \| Borchen ⊙ \| \| \| 10,0 \| Alfen⊙ \| Alfen⊙ \| \| \| 12,1 \| Alme⊙ \| Alme⊙ \| \| \| 12,7 \| Niederntudorf⊙ \| Niederntudorf⊙ \| \| \| 15,8 \| Alme⊙ \| Alme⊙ \| \| \| 16,2 \| Wewelsburg⊙ \| Wewelsburg⊙ \| \| \| 16,7 \| Alme⊙ \| Alme⊙ \| \| \| 16,9 \| Alme⊙ \| Alme⊙ \| \| \| 17,0 \| Wewelsburger Tunnel (143 m)⊙ \| Wewelsburger Tunnel (143 m)⊙ \| \| \| 18,1 \| Alme⊙ \| Alme⊙ \| \| \| 18,3 \| Ahden⊙ \| Ahden⊙ \| \| \| 18,5 \| Ahdener Tunnel (118 m)⊙ \| Ahdener Tunnel (118 m)⊙ \| \| \| 20,0 \| Alme ⊙ \| Alme ⊙ \| \| \| 21,8 \| Brenken⊙ \| Brenken⊙ \| \| \| 26,1 \| ehem. von Geseke⊙ \| ehem. von Geseke⊙ \| \| \| 26,6 \| Büren (Westf)⊙ \| 227 m \| \| \| 27,4 \| Streckenbeginn seit 2007 ⊙ \| Streckenbeginn seit 2007 ⊙ \| \| \| 27,5 \| Büren Weinberg ⊙ \| Büren Weinberg ⊙ \| \| \| 30,0 \| Weiner Viadukt ⊙ \| Weiner Viadukt ⊙ \| \| \| 30,1 \| Weine ⊙ \| Weine ⊙ \| \| \| 32,3 \| Siddinghausen ⊙ \| Siddinghausen ⊙ \| \| \| 36,3 \| Ringelstein⊙ \| 264 m \| \| \| 43,3 \| Alme⊙ \| 329 m \| \| \| 44,1 \| Almequelle \| Almequelle \| \| \| 44,2 \| Almer Tunnel (100 m) \| Almer Tunnel (100 m) \| \| \| \| RWE-Umspannwerk Brilon \| \| \| \| 47,5 \| Thülen \| Thülen \| \| \| 47,7 \| Thülen Rekostein (Bft) \| 391 m \| \| \| 50,0 \| Brilon Egger \| Brilon Egger \| \| \| 52,0 \| ehem. von Soest \| ehem. von Soest \| \| \| 52,4 \| Brilon Stadt \| 426 m \| \| \| 56,2 \| Gudenhagener Tunnel (280 m) \| Gudenhagener Tunnel (280 m) \| \| \| 56,4 \| Gudenhagen \| Gudenhagen \| \| \| 58,9 \| von Warburg \| von Warburg \| \| \| 59,7 \| Brilon Wald⊙ \| 448 m \| \| \| \| nach Hagen \| \| \| \| \| nach Wega \| \| |                                      |                              |                              |
| |                                      | von Warburg                  |                              |
| Abzweig geradeaus und von rechts |                                      | von Bielefeld                | von Bielefeld                |
| Bahnhof | 0,0                                  | Paderborn Hbf ⊙              | 117 m                        |
| Abzweig geradeaus und nach rechts |                                      | nach Soest ⊙                 | nach Soest ⊙                 |
| Abzweig ehemals geradeaus und nach links |                                      | Mönkeloh (Anst)              | Mönkeloh (Anst)              |
| Brücke über Wasserlauf (Strecke außer Betrieb) | 2,6                                  | Alme⊙                        | Alme⊙                        |
| Haltepunkt / Haltestelle (Strecke außer Betrieb) | 4,4                                  | Wewer ⊙                      | Wewer ⊙                      |
| Brücke über Wasserlauf (Strecke außer Betrieb) | 6,9                                  | Alme ⊙                       | Alme ⊙                       |
| Haltepunkt / Haltestelle (Strecke außer Betrieb) | 7,7                                  | Borchen ⊙                    | Borchen ⊙                    |
| Haltepunkt / Haltestelle (Strecke außer Betrieb) | 10,0                                 | Alfen⊙                       | Alfen⊙                       |
| Brücke über Wasserlauf (Strecke außer Betrieb) | 12,1                                 | Alme⊙                        | Alme⊙                        |
| Bahnhof (Strecke außer Betrieb) | 12,7                                 | Niederntudorf⊙               | Niederntudorf⊙               |
| Brücke über Wasserlauf (Strecke außer Betrieb) | 15,8                                 | Alme⊙                        | Alme⊙                        |
| Haltepunkt / Haltestelle (Strecke außer Betrieb) | 16,2                                 | Wewelsburg⊙                  | Wewelsburg⊙                  |
| Brücke über Wasserlauf (Strecke außer Betrieb) | 16,7                                 | Alme⊙                        | Alme⊙                        |
| Brücke über Wasserlauf (Strecke außer Betrieb) | 16,9                                 | Alme⊙                        | Alme⊙                        |
| Tunnel (Strecke außer Betrieb) | 17,0                                 | Wewelsburger Tunnel (143 m)⊙ | Wewelsburger Tunnel (143 m)⊙ |
| Brücke über Wasserlauf (Strecke außer Betrieb) | 18,1                                 | Alme⊙                        | Alme⊙                        |
| Haltepunkt / Haltestelle (Strecke außer Betrieb) | 18,3                                 | Ahden⊙                       | Ahden⊙                       |
| Tunnel (Strecke außer Betrieb) | 18,5                                 | Ahdener Tunnel (118 m)⊙      | Ahdener Tunnel (118 m)⊙      |
| Brücke über Wasserlauf (Strecke außer Betrieb) | 20,0                                 | Alme ⊙                       | Alme ⊙                       |
| Haltepunkt / Haltestelle (Strecke außer Betrieb) | 21,8                                 | Brenken⊙                     | Brenken⊙                     |
| Abzweig geradeaus und von rechts (Strecke außer Betrieb) | 26,1                                 | ehem. von Geseke⊙            | ehem. von Geseke⊙            |
| Bahnhof (Strecke außer Betrieb) | 26,6                                 | Büren (Westf)⊙               | 227 m                        |
| | 27,4                                 | Streckenbeginn seit 2007 ⊙   | Streckenbeginn seit 2007 ⊙   |
| Haltepunkt / Haltestelle | 27,5                                 | Büren Weinberg ⊙             | Büren Weinberg ⊙             |
| Brücke | 30,0                                 | Weiner Viadukt ⊙             | Weiner Viadukt ⊙             |
| Haltepunkt / Haltestelle | 30,1                                 | Weine ⊙                      | Weine ⊙                      |
| ehemaliger Haltepunkt / Haltestelle | 32,3                                 | Siddinghausen ⊙              | Siddinghausen ⊙              |
| Bahnhof | 36,3                                 | Ringelstein⊙                 | 264 m                        |
| Bahnhof | 43,3                                 | Alme⊙                        | 329 m                        |
| Haltepunkt / Haltestelle | 44,1                                 | Almequelle                   | Almequelle                   |
| Tunnel | 44,2                                 | Almer Tunnel (100 m)         | Almer Tunnel (100 m)         |
| Abzweig geradeaus und von rechts |                                      | RWE-Umspannwerk Brilon       | RWE-Umspannwerk Brilon       |
| Haltepunkt / Haltestelle | 47,5                                 | Thülen                       | Thülen                       |
| Blockstelle | 47,7                                 | Thülen Rekostein (Bft)       | 391 m                        |
| Dienststation / Betriebs- oder Güterbahnhof | 50,0                                 | Brilon Egger                 | Brilon Egger                 |
| Abzweig geradeaus und ehemals von rechts | 52,0                                 | ehem. von Soest              | ehem. von Soest              |
| Bahnhof | 52,4                                 | Brilon Stadt                 | 426 m                        |
| Tunnel | 56,2                                 | Gudenhagener Tunnel (280 m)  | Gudenhagener Tunnel (280 m)  |
| ehemaliger Haltepunkt / Haltestelle | 56,4                                 | Gudenhagen                   | Gudenhagen                   |
| Abzweig geradeaus und von links | 58,9                                 | von Warburg                  | von Warburg                  |
| Bahnhof | 59,7                                 | Brilon Wald⊙                 | 448 m                        |
| Abzweig geradeaus und nach rechts |                                      | nach Hagen                   | nach Hagen                   |
| |                                      | nach Wega                    |                              |

Die Almetalbahn, benannt nach der Alme, ist eine insgesamt 60 Kilometer lange, eingleisige, nicht elektrifizierte und in Teilen nicht in Betrieb befindliche Nebenbahn von Paderborn über Büren und Brilon zum Bahnknoten Brilon Wald.
Langfristig wird die Inbetriebnahme der Gesamtstrecke für den Schienenpersonennahverkehr inklusive einem Neubau einer Eisenbahntrasse auf dem Abschnitt Paderborn – Büren angestrebt. Zwischen Paderborn und Büren Weinberg ist die Strecke stillgelegt und abgebaut, aber nicht entwidmet. Die verbliebene Trasse zwischen Büren Weinberg und Brilon Wald wurde lange Zeit nur noch für den Güterverkehr und von einer Museumsbahn genutzt, auf dem Abschnitt zwischen Brilon Stadt und Brilon Wald verkehren seit 2011 wieder Regionalzüge (Dortmund-Sauerland-Express).

## Geschichte

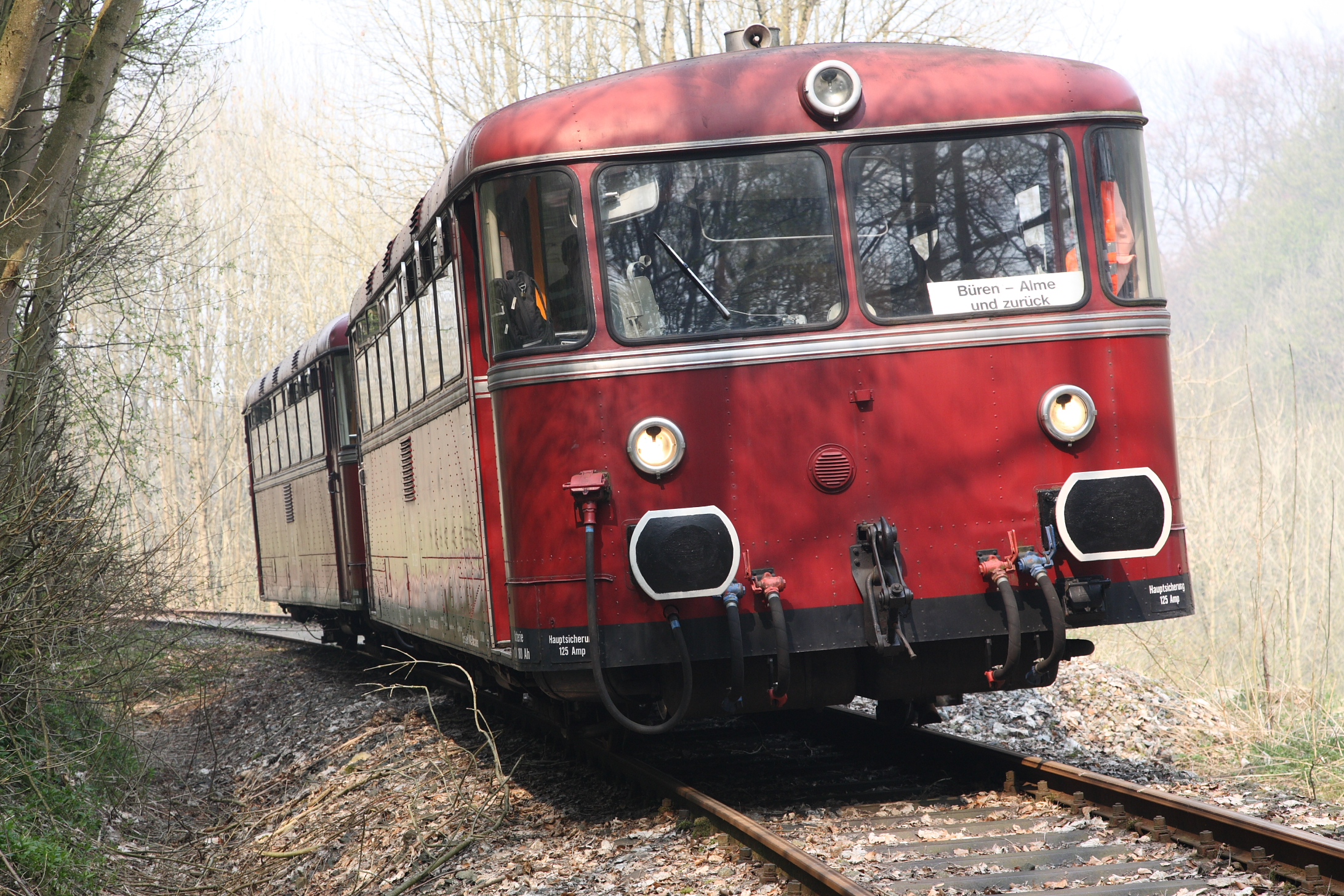
Uerdinger Schienenbus auf der Strecke, April 2009

Die Trassierung der Strecke erfolgte zwischen 1898 und 1901. Gleichzeitig wurde die Verbindungsstrecke Geseke–Büren zur Bahnstrecke Hamm–Warburg geplant und gebaut.

### Eröffnung und Betrieb
Das nördliche Teilstück von Paderborn bis Büren wurde am 20. Oktober 1899 eröffnet; das Teilstück von Brilon Stadt nach Brilon Wald war ab dem 1. Juli 1900 betriebsbereit. Am 1. April 1901 wurde die Reststrecke zwischen Büren und Brilon in Betrieb genommen. Auf der Strecke fand Personen- und Güterverkehr zunächst mit Dampflokomotiven, später mit Diesellokomotiven und Triebwagen statt.
Von 1936 bis 1945 befand sich verdeckt im Wald bei Ringelstein die große Luftmunitionsanstalt Harth, die im Bahnhof an die Bahnstrecke angeschlossen wurde. Im Zweiten Weltkrieg wurde die Almetalbahn ab Anfang 1945 immer häufiger Angriffsziel von Tieffliegern der Alliierten. Am 13. Februar 1945 wurde z. B. der Bahnhof Alme von Tieffliegern mit Bordwaffen beschossen. Zwei Lokomotiven blieben unbrauchbar liegen. Zwei Gebäude fingen Feuer, und mehrere Gebäude bekamen Treffer ab.
Ab 1950 war die Strecke durch den täglichen „Heckeneilzug“ Bremen–Paderborn–Büren–Brilon–Marburg–Frankfurt am Main auch an das Fernverkehrsnetz angeschlossen. Mit Beginn des Sommerfahrplans 1969 fuhr an Samstagen zusätzlich das Eilzugpaar Hamburg–Winterberg über die Almetalbahn. Im Folgejahr wurde diese Relation als Kurswagen in den vorgenannten Heckeneilzug eingereiht.
Vom 27. Mai 1963 an verkehrte über die Almetalbahn täglich ein Zugpaar des Heckeneilzuges Paderborn–Köln: Eine V 100 brachte den aus drei „Silberlingen“ (mit einem Steuerwagen) bestehenden Zug von Köln über Dieringhausen, Olpe, Meschede und Brilon nach Paderborn. Diese Verbindung nannte die Bevölkerung wegen der beiden Dome bzw. Bischofssitze an den Endpunkten „Dom-Express“ oder „Kardinalsexpress“. Trotz guter Anbindung an andere Strecken verschwand der Zug nach nur zwei Jahren aus den Kursbüchern.

### Stilllegung, Abbau und Restverkehr

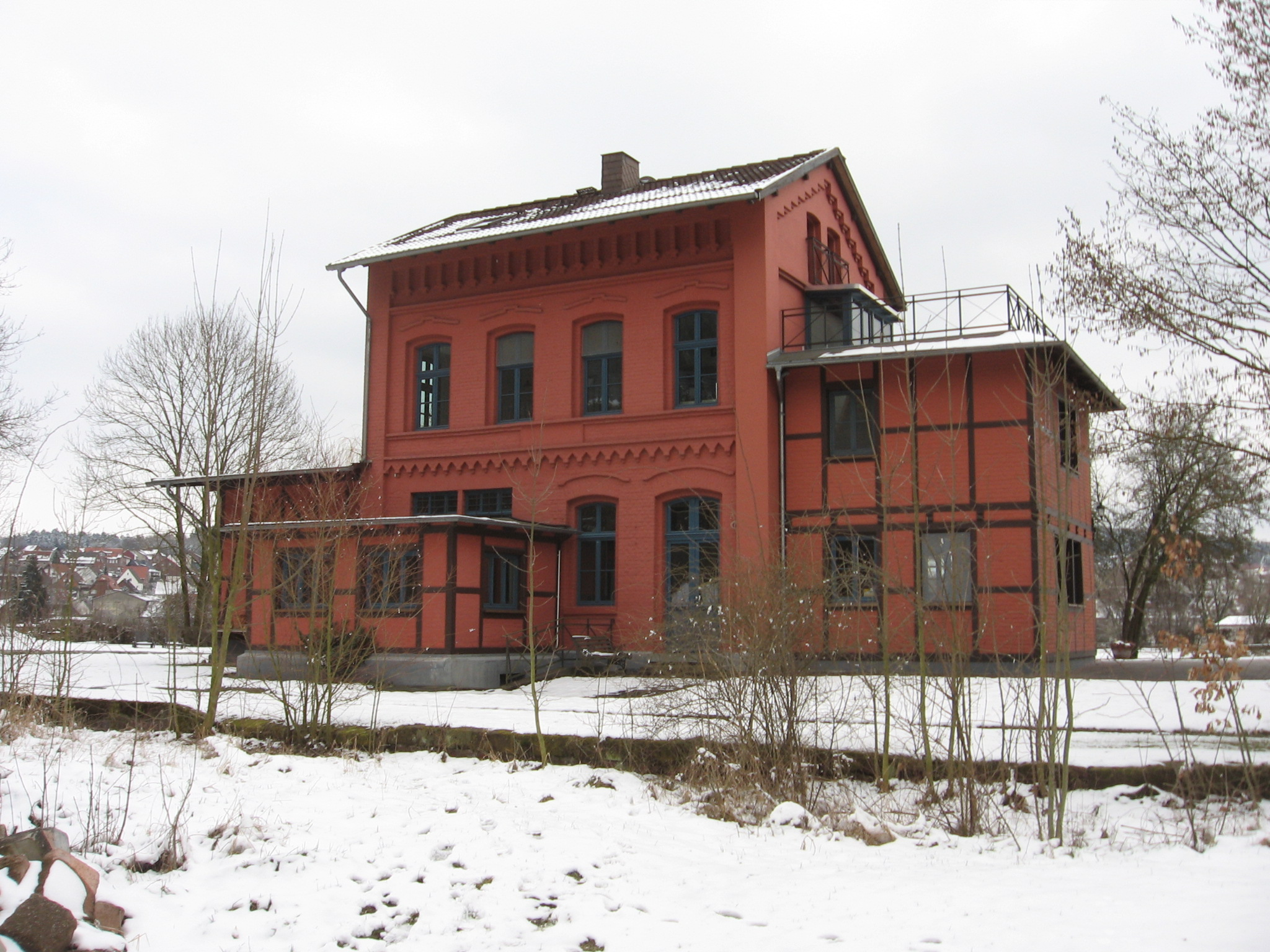
Ehemaliger Bahnhof der Almetalbahn in Brenken

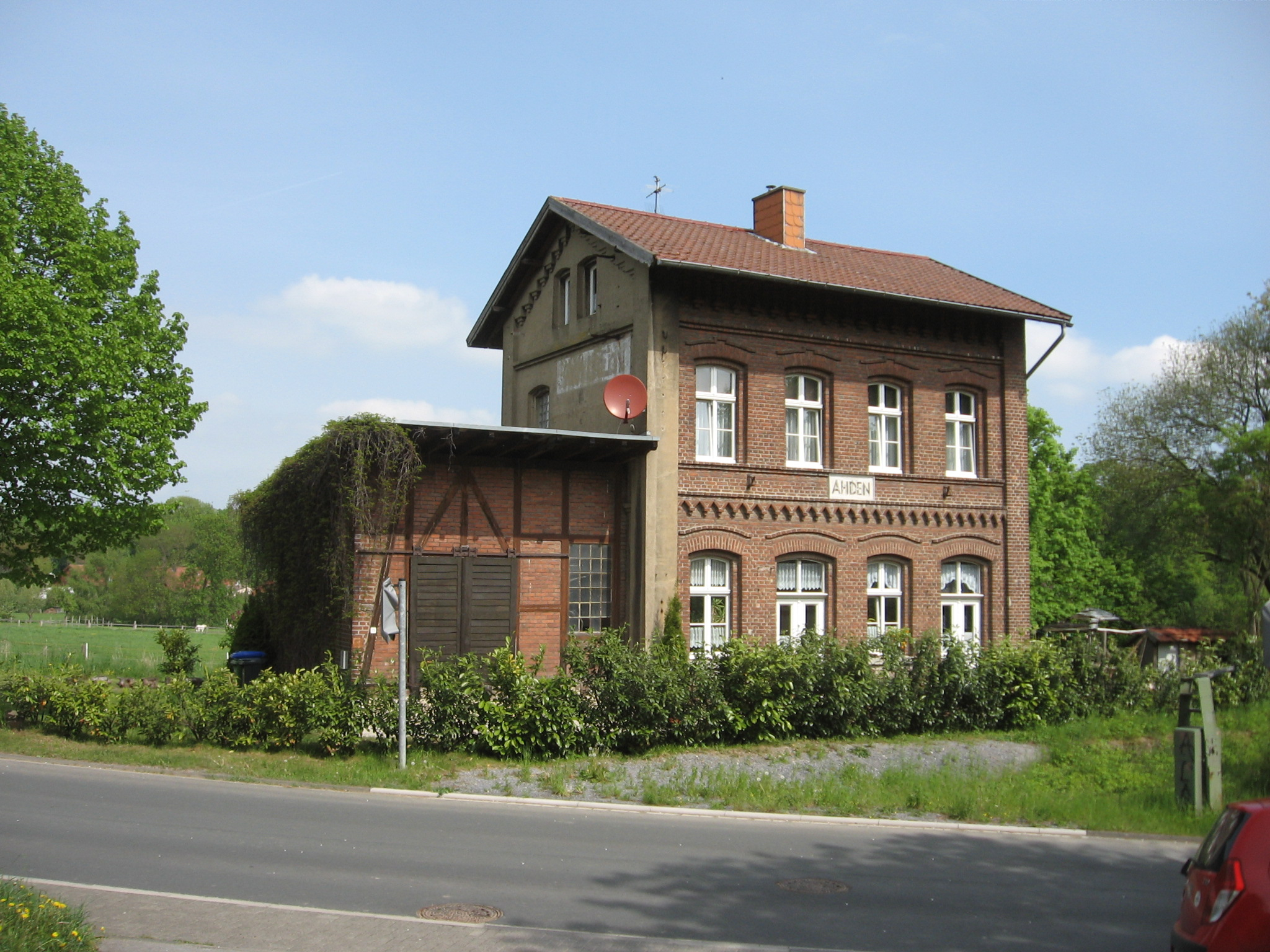
Ehemaliger Bahnhof der Almetalbahn in Ahden

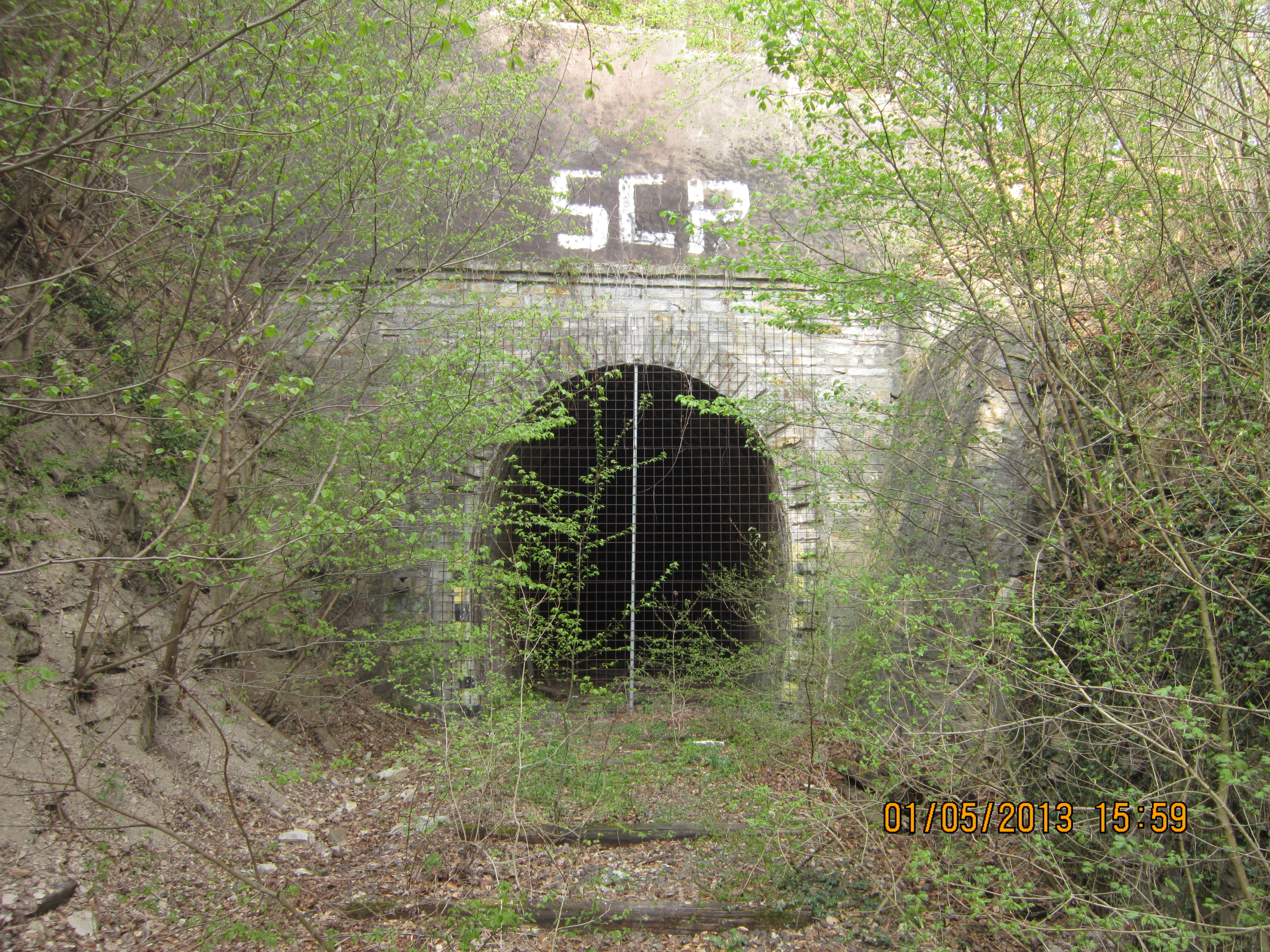
Südportal des Wewelsburger Tunnels mit einer Länge von 143 m

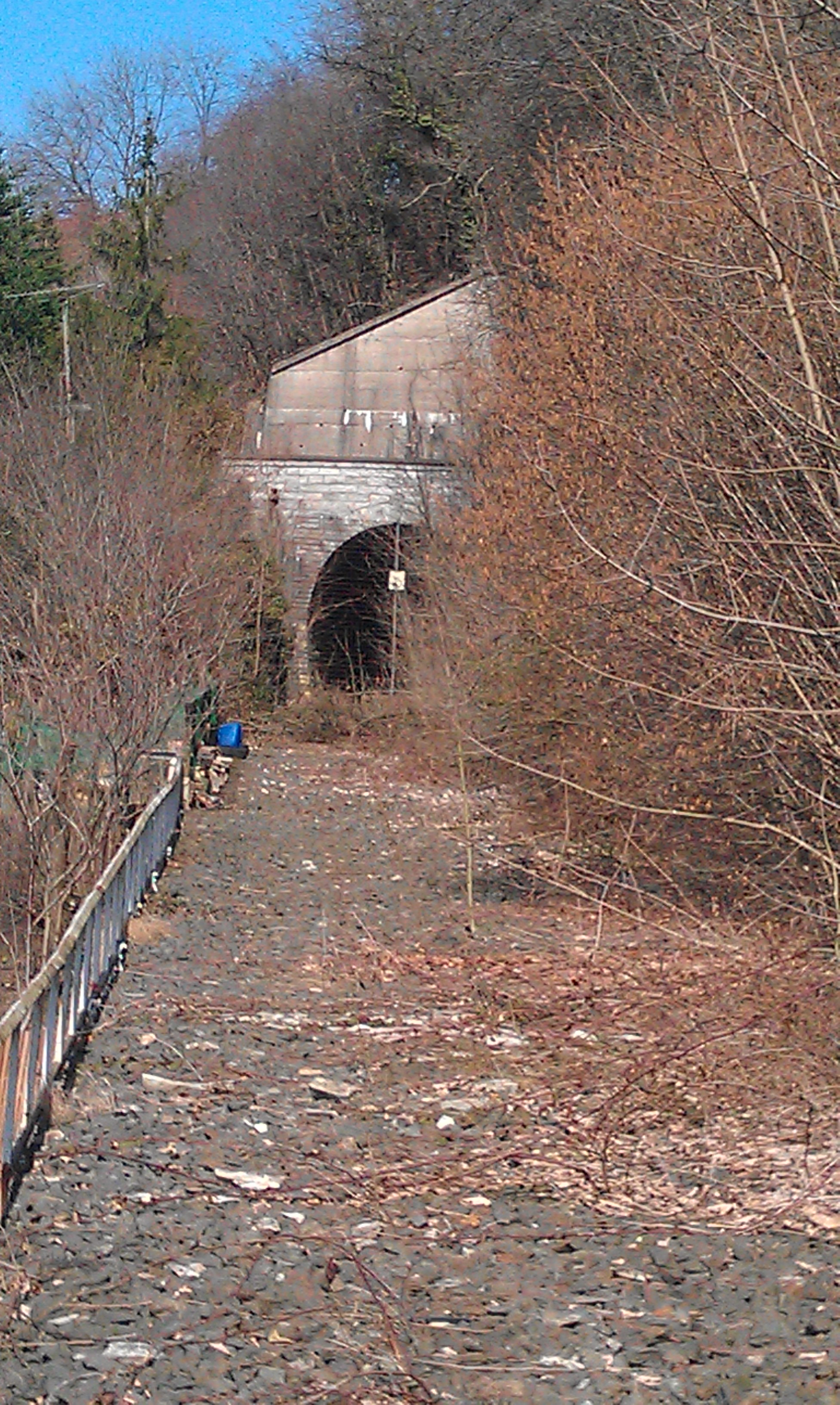
Umgebung am Südportal des Ahdener Tunnels mit einer Länge von 118 m

Auf dem Teilstück zwischen Büren und Brilon wurde der regelmäßige Personenzugverkehr am 29. September 1974 wegen Oberbaumängeln eingestellt. Der Kurs des Heckeneilzuges wurde noch bis zum Ende des Winterfahrplanes 1978/79 von Brilon-Wald über Warburg weiter in Richtung Norddeutschland geführt. Auf den übrigen Abschnitten Paderborn–Büren und Brilon Stadt–Brilon Wald gab es weiterhin regelmäßigen Personenverkehr, bis dieser am 30. Mai 1981 auch eingestellt wurde. Der Personenverkehr wurde anschließend vollständig durch Bahnbusse abgewickelt, die bereits im Vorfeld zunehmend Nahverkehrszüge ersetzten.
Die Bedienung im Güterverkehr war teilweise schon eher eingestellt worden; am 30. Mai 1965 war zwischen Büren und Ringelstein Schluss. Zwischen Ringelstein und Alme endete der Güterverkehr mit dem 14. April 1975. Bis Alme kamen noch bis zum 31. Juli 1991 Güterzüge, bis Thülen bis zum 30. Mai 1992. Nördlich von Büren wurde die Strecke bis Ende 1995 noch im Güterverkehr genutzt. Dann wurde auch dieser eingestellt. Das 10 km lange Teilstück zwischen Brilon-Wald und der Firma Egger in Brilon wird auch heute noch regelmäßig im Güterverkehr befahren; seit dem Fahrplanwechsel im Dezember 2011 verkehren auch wieder Personenzüge zwischen Brilon Wald und Brilon Stadt. Die Strecke zwischen Brilon Egger und Büren Weinberg wurde zeitweise an die Firma RWE bzw. zuletzt deren Tochter Amprion für Trafotransporte zum Umspannwerk Brilon verpachtet und wurde als Anschlussbahn weiterbetrieben. Im Jahre 2016 ist dieser Abschnitt von Amprion wieder an die DB Netz AG zurückgegeben worden. Das Umspannwerk wird aber weiterhin sporadisch auf der Schiene bedient.

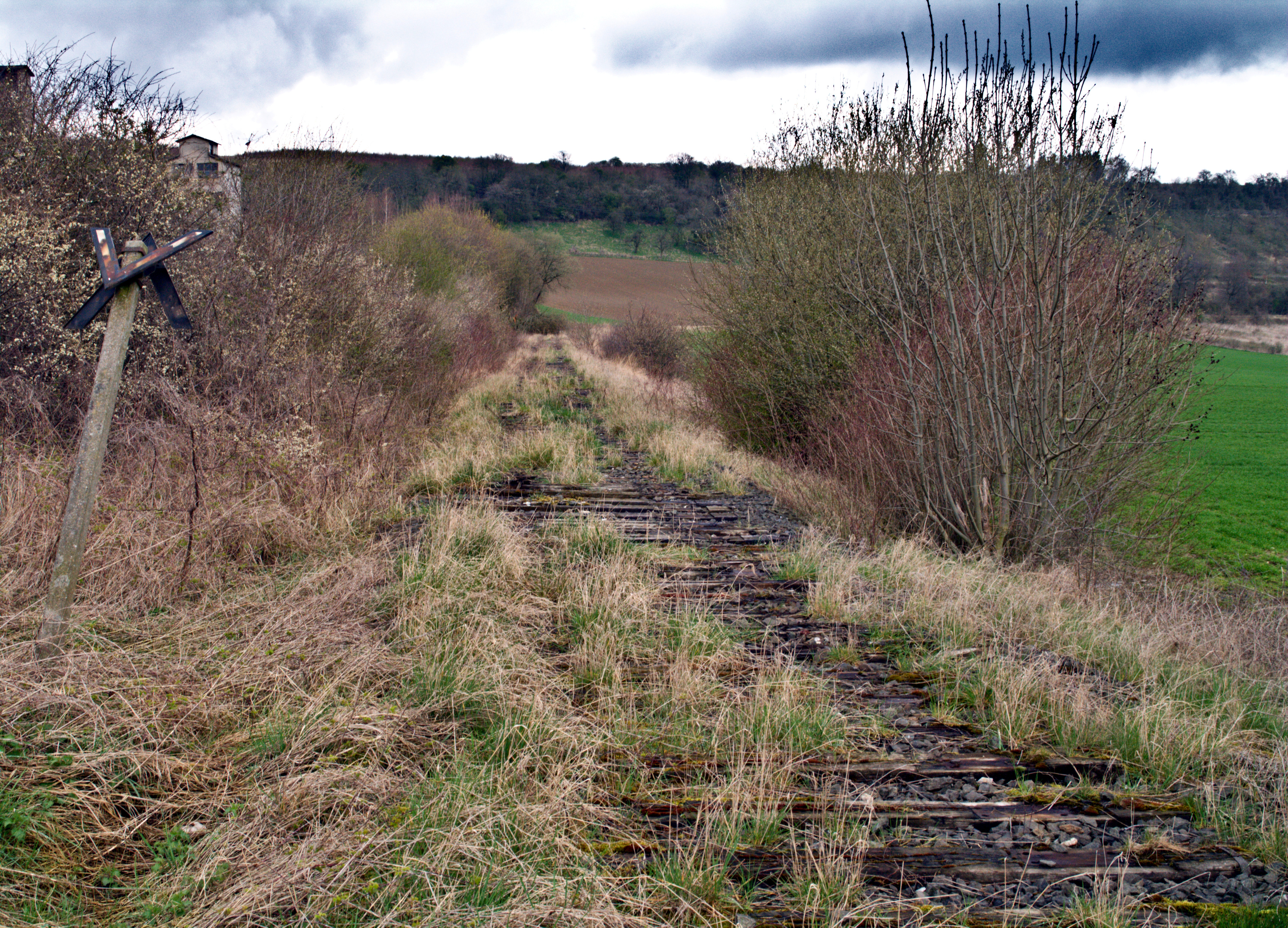
Zerstörtes Gleismaterial im Nordosten von Büren, 2008. Im Falle eines Lückenschlusses verliefe hier eine neue Trasse.

Im Jahr 1999 übernahm die Westfälische Almetalbahn GmbH (WAB) den Streckenteil Paderborn–Büren mit dem Ziel, den Güterverkehr wieder zu beleben und für Ausflugsfahrten mit einer historischen Dampfeisenbahn zu nutzen. Es blieb allerdings bei einzelnen Bedarfsgüter- und Museumsbahnfahrten und zum 30. Juni 2006 wurde dieser Streckenteil wegen notwendiger Sanierungsarbeiten stillgelegt und kurz darauf abgebaut. Eine Freistellung von Bahnbetriebszwecken zwischen Paderborn und Büren Weinberg wurde jedoch aufgeschoben, um hier die Möglichkeit einer Reaktivierung und einer Anbindung des Flughafens Paderborn/Lippstadt prüfen zu können. Dieser liegt nördlich von Ahden etwa 1,3 km Luftlinie von der Strecke entfernt; der Höhenunterschied beträgt ca. 50 Meter.
2012 kaufte der Kreis Paderborn ein 26 Kilometer langes Teilstück der Almetalbahn zwischen Paderborn und Büren zum symbolischen Preis von einem Euro, um eine Entwidmung des Streckenabschnittes zu verhindern. Für die Verkehrssicherung zahlt der Kreis jährlich 32.000 Euro und die anliegenden Städte und Gemeinden 23.000 Euro. Die Städte und Gemeinden können die Trasse für andere Zwecke wie beispielsweise Radwege nutzen, müssen diese aber in angemessener Zeit an den Kreis rückübertragen, wenn die Gesamttrasse benötigt wird. Die Stadt Paderborn hat ein vier Kilometer langes Teilstück angepachtet und ein Teilstück im Bereich Wewer zur Optimierung des Almeradweg asphaltiert.

### Reaktivierung Brilon Wald–Brilon Stadt

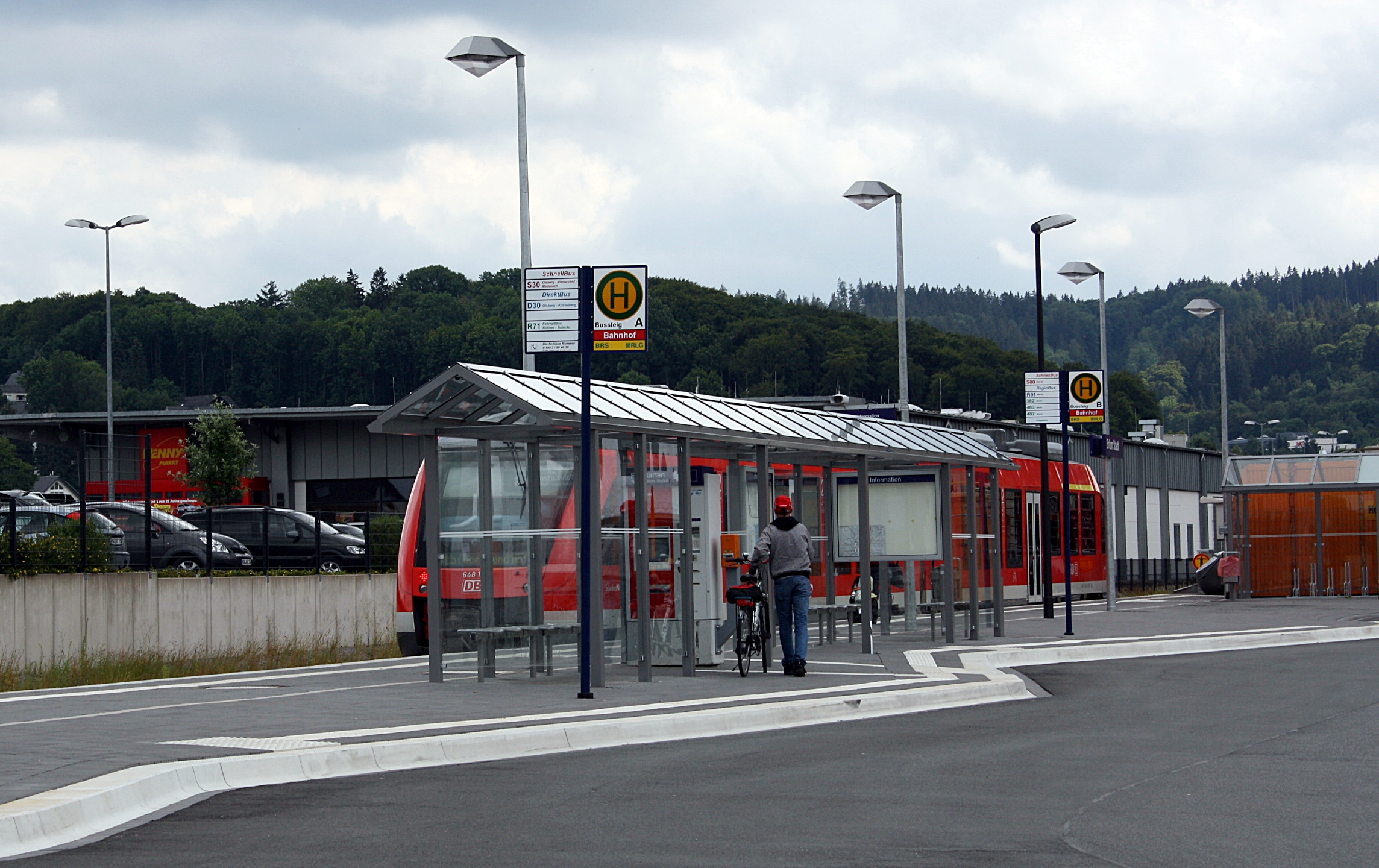
Der Bahnhof Brilon Stadt 2012

Die Stadt Brilon hatte sich etliche Jahre um eine Wiederaufnahme des SPNV zum zentrumsnahen Stadtbahnhof bemüht. Um die Realisierbarkeit aufzuzeigen, wurden während des FIS-Skisprung-Weltcups auf der Willinger
Mühlenkopfschanze in einzelnen Jahren durchgehende Züge ab Brilon Stadt angeboten. Im Jahr 2006 veröffentlichte der Zweckverband Ruhr-Lippe (ZRL) ein Gutachten zu Potenzial und Kosten einer Reaktivierung. Herausgearbeitet wurden drei Betriebsszenarien, womit je nach Variante langfristig zwischen 350 und 890 Neukunden gewonnen werden sollen. Die Variante mit der stärksten prognostizierten Nachfrage war eine Verlängerung der zweistündlich in Bestwig endenden Züge der Linie RE 57 aus Richtung Dortmund sowie eine stündliche Linie nach Korbach, die zweistündlich nach Marburg weiterverkehrt. Ermittelt wurden einmalige Investitionskosten in Höhe von 630.000 Euro sowie jährliche Betriebskosten von 1,5 Millionen Euro, die zu einem Fünftel aus Fahrgeldeinnahmen gedeckt werden sollten.
Nach der Erstellung des Gutachtens lag die Wiederinbetriebnahme weiter auf Eis, da die Finanzierung der jährlichen Betriebskosten nicht gesichert werden konnte. Im Jahr 2007 wurden die Gleise zwischen Brilon Wald und Brilon Egger saniert, da die Firma Egger einen gesteigerten Bedarf für die Bedienung im Güterverkehr hat und die Sanierung der Gleise eine Bedingung für einen Ausbau des Standortes Brilon war. Im Jahr 2008 wurden im Bahnhof Brilon Stadt die Gleise 1 und 4–8 entfernt; auf den ehemaligen Gleisflächen entstand das Einkaufszentrum Brilon Arkaden. Verblieben sind in Brilon Stadt nur zwei Gleise, die für den Güterverkehr benötigt werden. Wegen des fehlenden Bahnsteigs wurde der Endpunkt der Museumsbahn nach Thülen verlegt.
Ende 2008 sagte das Ministerium für Bauen und Verkehr des Landes Nordrhein-Westfalen zu, den Bahnhof Brilon Stadt in den Infrastrukturfinanzierungsplan aufzunehmen, unter der Bedingung, dass der Zweckverband SPNV Ruhr-Lippe (ZRL) den Schienenpersonennahverkehr auf der Bahnstrecke von Brilon Wald nach Brilon Stadt für zwanzig Jahre bestellt. Der ZRL beschloss daraufhin am 23. Juni 2009, den planmäßigen SPNV auf diesem Abschnitt zum Fahrplanwechsel im Dezember 2011 wiederaufzunehmen. Der neue Bahnsteig wurde dabei nördlich des ehemaligen Bahnhofs Brilon Stadt angelegt. Neben einem Park & Ride-Parkplatz entstand ein zentraler Busbahnhof am Kombibahnsteig. Hier bestehen Anschlüsse zu den städtischen Buslinien sowie zu den Linie R 10 nach Paderborn, R 91 nach Marsberg und S 30 nach Medebach. Am 10. Dezember 2011 wurde der Verkehr aufgenommen. Um die Kosten für die Reaktivierung gering zu halten, wurde auf den Bau von Signalanlagen verzichtet und stattdessen ein technisch unterstützter Zugleitbetrieb als Betriebsverfahren ausgewählt. Bei diesem Verfahren müssen sich die Triebfahrzeugführer die Erlaubnis zur Befahrung von Streckenblöcken fernmündlich erteilen lassen. Die Fahrgastnachfrage lag im ersten Betriebsjahr (2012) bei 268 Fahrgästen pro Tag. Erstmals wurden im Jahr 2013 einzelne Züge nach Thülen durchgebunden, um dort einen Anschluss zu den Zügen der Waldbahn Almetal nach Büren Weinberg herzustellen. Die Durchbindung wurde auch im Jahr 2014 an vier Sonntagen im Juli und August angeboten.

## Betrieb

### Personennahverkehr
Mit dem Fahrplanwechsel im Dezember 2016 wurde das Fahrplanangebot der Linie RE 57 mit durchgehenden Zügen nach Dortmund ganztägig auf einen Zweistundentakt reduziert. Zuvor fuhren nur während der Hauptverkehrszeit unter der Woche stündlich durchgehende Züge von und nach Dortmund. In den übrigen Zeiten bestand ein stündlicher Pendelbetrieb zwischen Brilon Wald und Brilon Stadt. Mit Einrichtung einer Kreuzungsstelle in Viermünden im Dezember 2017 verkehren Züge der Linie RB 42 im Zweistundentakt, nachmittags im Stundentakt, durchgehend nach Marburg. Die Kürzungen auf der Linie RE 57 aus Dortmund wurden nachmittags wieder zurückgenommen, sodass in dieser Zeit zwischen Brilon Wald und Brilon Stadt in etwa ein Halbstundentakt durch die Linien RE 57 und RB 42 angeboten wird.
Zwischen Brilon und Paderborn verkehren Busse. Die Regionalbuslinie R 10 fährt über Bad Wünnenberg und bedient entlang der Bahnstrecke nur die Orte Thülen und Alme. Zwischen den Städten Brilon und Büren existiert kein durchgehendes Busangebot, hier besteht nur die Möglichkeit, mit einem Umstieg in Bad Wünnenberg auf Stadtverkehr Büren die Kreisgrenze zu überwinden. Zwischen Büren und Siddinghausen verkehrt der Stadtverkehr Büren, einige Fahrten werden im Schülerverkehr bis Alme verlängert. Der Streckenabschnitt zwischen Büren und Paderborn wird durch zwei Schnellbuslinien und mehrere Regionalbuslinien befahren. Wichtigste Verbindung hierbei ist die Linie S 60, die über den Flughafen Paderborn/Lippstadt verkehrt.

### Güterverkehr
Auf dem Abschnitt von Brilon Wald über Brilon Stadt nach Brilon Egger betrieb DB Cargo Deutschland bis zum Jahreswechsel 2022/23 Güterverkehr zur Firma Egger. Seit Februar werden diese Holzzüge der Holzlogistik Güterbahn von der Westfälischen Landeseisenbahn (WLE) gefahren. Der Abschnitt zwischen Thülen und Büren wurde über mehrere Jahre an die Amprion GmbH verpachtet, welche die Strecke für Trafotransport zwischen den Umspannwerken Nehden und Büren nutzte. Dieser Pachtvertrag ist mittlerweile ausgelaufen und der Streckenabschnitt ist nicht mehr befahrbar.

### Museumsverkehr

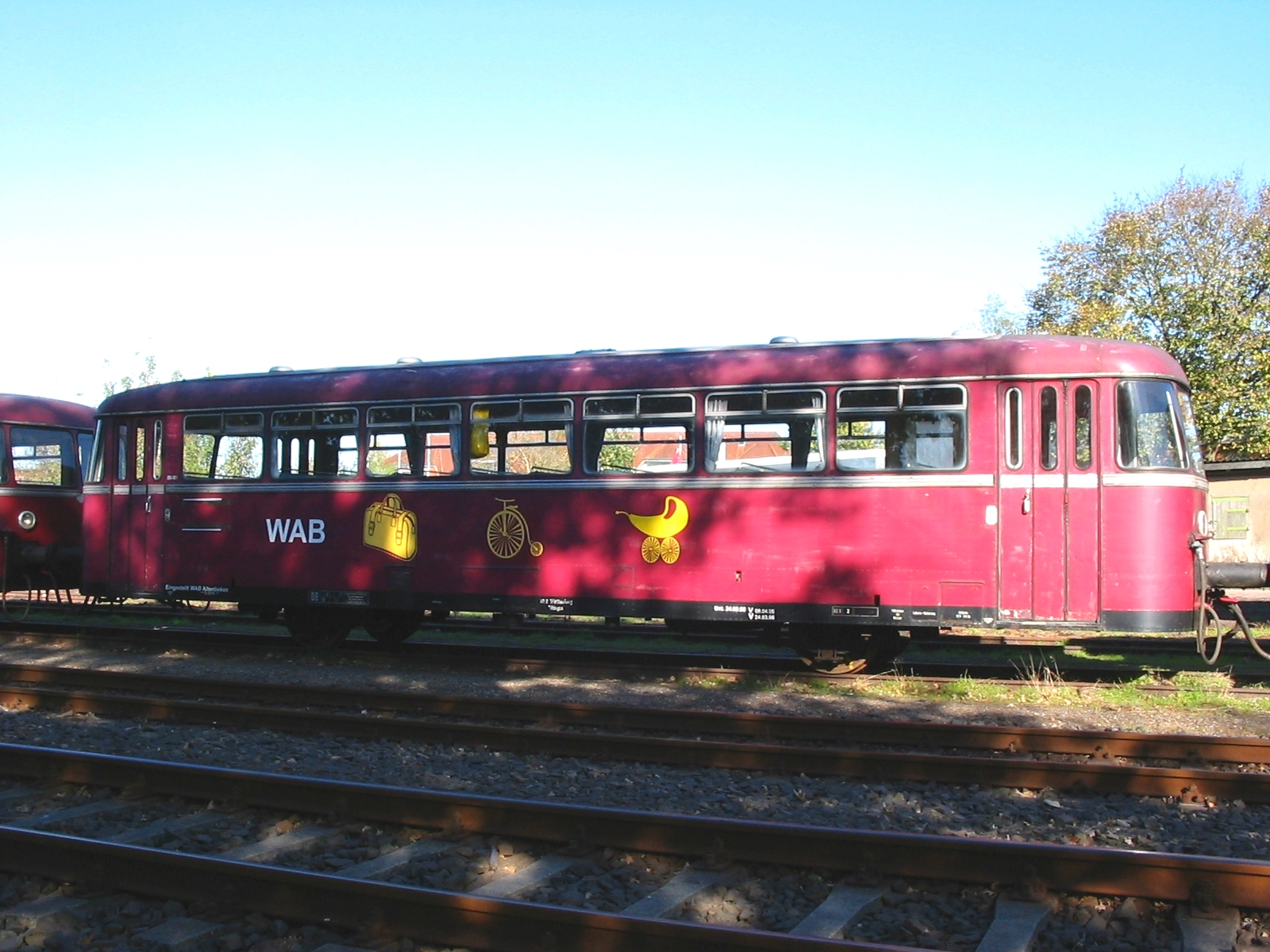
Ehemaliger Schienenbus der Westfälischen Almetalbahn e. V. in Nachnutzung auf einem Abstellgleis in Hagenow, Oktober 2007

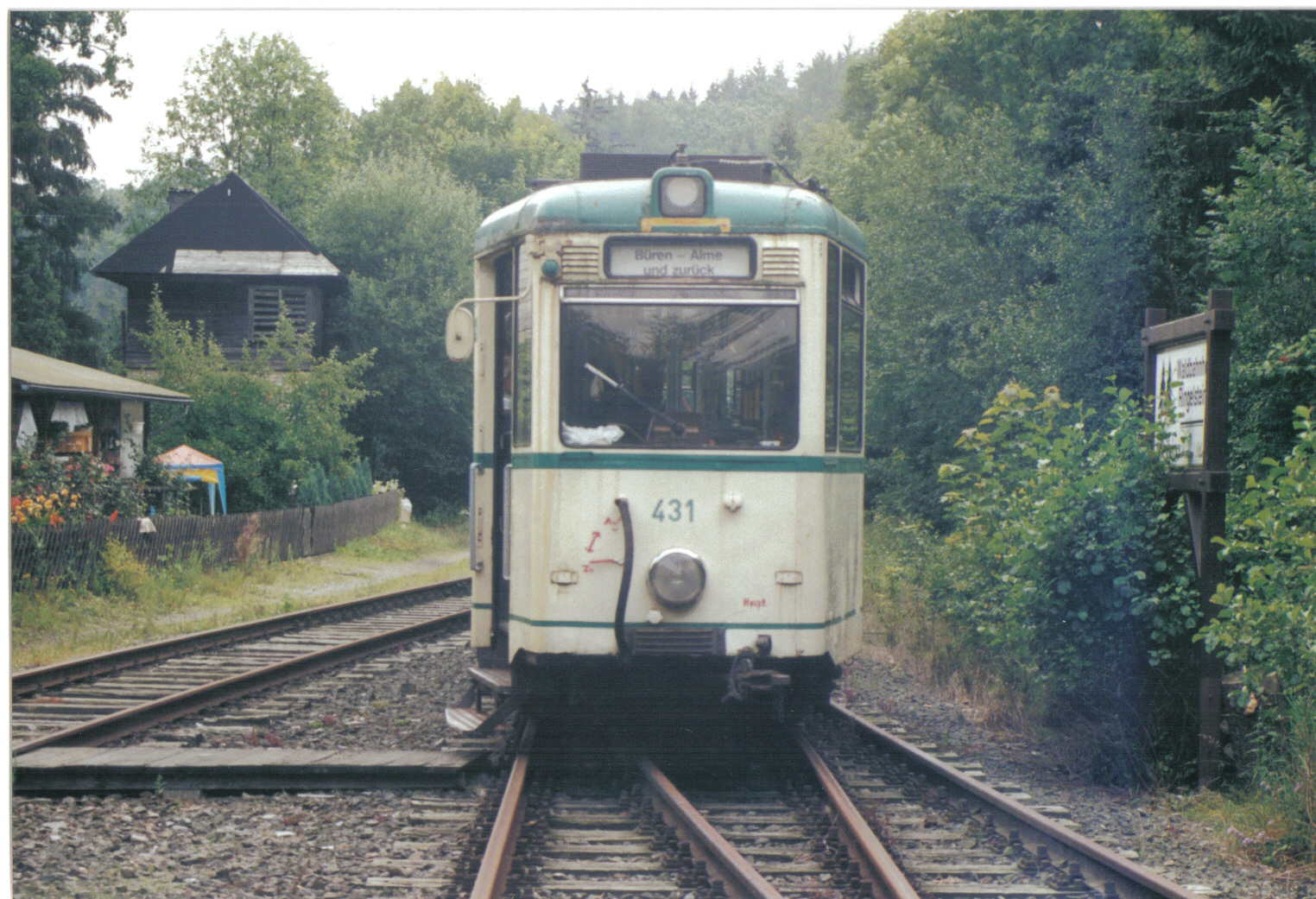
Museumsstraßenbahn 431 bei Ringelstein im August 2000

Auf dem Abschnitt Büren Weinberg – Thülen fand seit 1981 in den Sommermonaten Museumsbahnverkehr statt. Dieser wurde zunächst von Dortmunder Eisenbahnfreunden unter dem Namen Westfälische Almetalbahn e. V. (WAB) mit der alten Dortmunder Straßenbahn GT4 431 zusammen mit einem Generatorwagen durchgeführt; ab 2001 wurde die Straßenbahngarnitur durch Schienenbusse ersetzt.
Der Verein hat sich jedoch vor einigen Jahren von der Strecke zurückgezogen; seitdem übernahm der Waldbahn Almetal e. V. den Museumsbahnbetrieb auf der unteren Almetalbahn. Eingesetzt wurden dazu zwei Schienenbusse der Reihe 798. Die Straßenbahn befindet sich heute im Straßenbahnmuseum Mooskamp in Dortmund-Nette. Seit November 2014 ruht der Museumsverkehr, da an beiden Fahrzeugen die nötige Hauptuntersuchung nicht vollzogen wurde und die Zukunft des genutzten Streckenabschnittes unklar ist. Die Fahrzeuge wurden mittlerweile an einen anderen Verein veräußert und der Verein 2023 aufgelöst.

## Zukunft

### SPNV-Verdichtung Brilon Stadt – Brilon Wald
Der Nahverkehrsplan des NWL sieht in einer zweiten Betriebsstufe eine Verdichtung der Direktverbindungen nach Dortmund vom Zweistunden- auf einen Stundentakt vor. Die Züge der Linie RE 57 (Dortmund-Sauerland-Express) sollen dabei in Bestwig mit den Zügen aus Winterberg geflügelt werden und gemeinsam nach Dortmund verkehren. Ein Datum für die Umsetzung der zweiten Betriebsstufe mit einem zusätzlichen Leistungsvolumen von 210.000 Zugkilometern pro Jahr ist noch nicht bekannt.
Voraussetzung für eine Steigerung des Fahrplanangebotes ist die Ablösung des Zugleitbetriebes durch ein signalisiertes Betriebsverfahren, da durch Richtlinien die Zugzahlen beim Zugleitbetrieb limitiert werden. Dazu hat DB Netz im Jahr 2018 beim Zweckverband Nahverkehr Westfalen-Lippe die Finanzierung eines elektronischen Stellwerks für den Streckenabschnitt Brilon Stadt–Brilon Wald für den Infrastrukturfinanzierungsplan des Landes NRW angemeldet. Der NWL erhofft sich hierdurch die Möglichkeit, das Angebot in Zukunft weiter ausbauen zu können und flexibler zu gestalten.

#### Sauerland-Netz 2.5
Mit dem Fahrplanwechsel im Dezember 2024 soll in einer Zwischenstufe zum Sauerland-Netz 3.0 das Fahrplanangebot auf der Strecke Brilon Wald - Brilon Stadt auf einen Stundentakt reduziert werden. Der Stundentakt wird dabei aus den Linien RE 17 und RB 97 gebildet die jeweils im Zweistundentakt durchgehende Verbindungen nach Hagen und Marburg herstellen. In der jeweils anderen Stunde muss in Brilon Wald umgestiegen werden. Die Fahrplanumstellung dient primär dem Zweck in Warburg verlässliche Umsteigeverbindungen nach Kassel durch Verlängerung der Fahr- und Umsteigezeiten herzustellen. Die Linien RE 57 und RE 17 sollen daher nach dem morgendlichen Schülerverkehr östlich von Brilon Wald ihre Äste nach Warburg und Brilon Stadt tauschen.

#### Sauerland-Netz 3.0
Im Rahmen eines neuen Fahrplankonzeptes unter dem Titel „Sauerland-Netz 3.0“ ist vorgesehen, in Brilon Wald einen Fahrplanknoten zur vollen Stunde mit Anschlüssen in allen Richtungen herzustellen. Zur Umsetzung ist in Brilon Stadt der Bau eines weiteren Bahnsteiges erforderlich, damit sich hier Züge begegnen können und ein Halbstundentakt mit Zügen der Linien RE 57 und RB 97 nach Brilon Wald umgesetzt werden kann.

### Elektrifizierung
Im Bereich des Bahnhofs Brilon Stadt ist der Bau einer Oberleitungsinselanlage bis 2031 als Ladeinfrastruktur für batterieelektrische Züge auf der RB 97 vorgesehen.

### Neubau Verkehrsstationen „Brilon Egger“ und „Gudenhagen“
Der NWL hat in seinem Verantwortungsgebiet Vorschläge für die Errichtung neuer Stationen bewertet und dabei auch neue Halte in Brilon Egger im Gewerbegebiet am Nehdener Weg und in Gudenhagen einbezogen. Im Vergleich zur derzeit geringen Nachfrage auf der Strecke zwischen Brilon Wald und Brilon Stadt wird ein hohes Potential von 270 Fahrgäste bei Verlängerung der Züge aus Brilon Stadt nach Brilon Egger prognostiziert. Der Halt Brilon Egger soll bis 2032 in den Zielfahrplan des Landes NRW integrierbar sein. Für einen zusätzlichen Halt in Gudenhagen wurde ein Potential von 46 Fahrgästen prognostiziert. Dieser Halt lässt sich allerdings nicht problemlos in das geplante Fahrplankonzept integrieren.
2024 fanden Diskussionen zwischen den Städten Brilon, Olsberg und der Gemeinde Bestwig statt, um anschließend an das Gewerbegebiet, ein neues interkommunales Gewerbegebiet zu erschließen und damit das Potential einer neuen Station Brilon Egger weiter zu steigern. Die Errichtung der Station Brilon Egger zusammen mit einer Reaktivierung des Abschnitts bis Brilon Stadt (2 km) sind bis 2031 vorgesehen.

### Lückenschluss Paderborn–Büren/Brilon Stadt

#### Gutachten 2010/2011
In einem Gutachten aus dem Jahr 2010 konnte nachgewiesen werden, dass die Reaktivierung der Almetalbahn zwischen Paderborn und Büren volkswirtschaftlich sinnvoll ist. Bei einer Führung über die historische Trasse konnte in der standardisierten Bewertung mit 1,2 der höchste Kosten-Nutzen-Faktor erreicht werden. Das Betriebskonzept sah einen Stundentakt zwischen Büren und Paderborn vor, mit Verdichtungen zum Halbstundentakt in der Hauptverkehrszeit. Die Züge sollten in Paderborn auf die Sennebahn in Richtung Bielefeld durchgebunden werden. Der Flughafen Paderborn-Lippstadt sollte über einen Busshuttle ab dem Bahnhof Wewelsburg angebunden werden. Die prognostizierte Auslastung lag bei 900 Reisenden je Kilometer Betriebslänge.
Im Jahr 2011 wurde vom Nahverkehrsverbund Paderborn-Höxter einstimmig beschlossen, die Almetalbahn zwischen Paderborn und Büren nicht wieder in Betrieb zu nehmen. Die Reaktivierung der Strecke und damit auch die bessere Anbindung des Flughafens an den Bahnverkehr würden knapp 30 Millionen Euro kosten. Dazu kämen jährliche Betriebskosten von 3,8 Millionen Euro. Diese Kosten erschienen den anliegenden Kommunen und dem Kreis zu hoch.

#### 2011–2019
Für den ÖPNV-Bedarfsplan 2017 des Landes NRW wurde die Reaktivierung der Almetalbahn auf dem Teilstück Büren–Brilon durch den Regionalrat Arnsberg im Dezember 2015 vorgeschlagen. Im Jahr 2016 hat der Kreis Paderborn den Streckenabschnitt Paderborn–Büren in einer Initiative des Deutschen Bahnkunden-Verbands und DB Netz eingeworben, um eine Potentialanalyse zur Reaktivierung des SPNV zu erstellen. Daraufhin wurde allerdings zurückgemeldet, dass die Eigentumsverhältnisse so eine Analyse nicht zuließen. Daraufhin hat der Kreis Paderborn den Zweckverband Nahverkehr Westfalen-Lippe gebeten, eine Machbarkeitsstudie und eine neue standardisierte Bewertung zur Reaktivierung der Strecke zu erstellen. Zeitgleich befragte die Stadt Brilon ihre Bürger über eine Plattform im Internet, ob sie einen Radweg oder eine SPNV-Verbindung nach Paderborn möchten. Etwa zwei Drittel der Abstimmenden sprachen sich für eine Reaktivierung im SPNV aus. Eine überarbeitete standardisierte Bewertung soll mit der Fertigstellung des neuen ÖPNV-Bedarfsplans des Landes NRW vorliegen. Die Stadt Brilon schloss sich anschließend dem Votum des Nahverkehrsverbunds Paderborn/Höxter für eine Machbarkeitsstudie an. Die jährlichen Betriebskosten waren zu diesem Zeitpunkt mit 8 bis 10 Mio. Euro veranschlagt.

#### Entwicklung ab 2020
Am 25. Mai 2020 beschloss die Verbandsversammlung des Nahverkehrsverbunds Paderborn/Höxter, eine Machbarkeitsstudie zur Reaktivierung der Almetalbahn in Auftrag zu geben. Die Untersuchung wird dabei in die beiden Untersuchungsabschnitte Paderborn–Büren und Büren–Brilon getrennt. Der Nahverkehrsverbund Paderborn/Höxter trägt dabei 75 % der Untersuchungskosten und der Zweckverband Ruhr-Lippe 25 %. Der Zweckverband Nahverkehr Westfalen-Lippe schrieb 2021 ein Gutachten zur Untersuchung von Machbarkeitsstudien zur Reaktivierung Paderborn–Brilon Stadt aus. Auch Pro Bahn und die Initiative Deutschlandtakt sprechen sich für eine Reaktivierung aus.
Ende 2021 hat der Zweckverband Nahverkehr Westfalen-Lippe die Betriebsvarianten vorgestellt, mit denen die Machbarkeitsstudie zur Reaktivierung der Almetalbahn durchgeführt werden soll. Die Betriebsvarianten und die notwendige Infrastruktur, die zum Betrieb des konzeptionierten Fahrplans erforderlich ist, wurde durch das Büro SMA und Partner AG erarbeitet. Mit zwei verschiedenen Varianten soll die Machbarkeitsstudie durchgeführt werden. Beide sehen eine Fahrzeit zwischen Brilon Stadt und Paderborn Hbf von 56 Minuten vor. Vorgesehen ist dabei eine durchgehende stündliche Linie von Marburg nach Paderborn und eine Verlängerung der Linie RE 57 zu einem neuen Halt Brilon Egger. Die Almetalbahn soll bei der Reaktivierung auf bis zu 100 km/h beschleunigt werden. Der Unterschied zwischen beiden Varianten liegt in einer zusätzlichen Linie zwischen Büren und Paderborn, durch die in diesem Abschnitt ein Halbstundentakt entstehen würde. Im Rahmen der Machbarkeitsstudie sollen die baulichen Maßnahmen ermittelt werden und eine Grobkalkulation der notwendigen Investitionskosten erstellt werden. Anschließend wird das mögliche Nachfragepotential der Betriebsvarianten und der volkswirtschaftliche Nutzen der Maßnahme ermittelt.
Am 18. Juni 2024 wurden die Ergebnisse vorgestellt. Eine von Paderborn über Büren und Brilon durchgehende und im Stundentakt verkehrende SPNV-Linie nach Marburg (heutige RB 97) mit Einbindung in einen vollständigen Knotenbahnhof Brilon Wald zusammen mit einer Verlängerung des RE 57 zu einem Halt Brilon Egger (Halbstundentakt Brilon Wald – Brilon Egger) und einer weiteren Linie RB 87 Paderborn – Büren (Halbstundentakt Paderborn – Büren) erreicht mit den hiermit verbundenen Neubaumaßnahmen ein Kosten-Nutzen-Verhältnis von 1,6 und ist damit volkswirtschaftlich als sinnvoll bewertet. Für die Baukosten werden rund 314 Millionen Euro angesetzt. Hiervon entfallen alleine 86 Millionen auf Ersatzmaßnahmen für Bahnübergänge, die zwischen Paderborn und Büren aufgrund der abgerissenen Trasse und der Gesetzgebung durch das Eisenbahnkreuzungsgesetz nicht neu errichtet werden dürfen. Diese stellen mit Abstand den größten Kostenfaktor dar und tragen dazu bei, dass die Kosten pro Kilometer zwischen Paderborn und Büren gegenüber Büren – Brilon fast um den Faktor 6 erhöht sind. Die Betriebskosten inklusive Infrastrukturunterhaltung (ohne Abschreibung) werden auf rund 4,5 Millionen Euro / Jahr geschätzt. Die Strecke soll ohne Neutrassierungen auf der historischen Trasse geführt werden. Der Abschnitt Borchen – Alfen soll zweigleisig errichtet und die Strecke für eine Höchstgeschwindigkeit von 100 km/h ausgebaut werden, was die höchstmögliche Geschwindigkeit für eine Nebenbahn ist. Im Betrieb sind Akkumulatortriebwagen vorgesehen.
Der Zweckverband Nahverkehr Westfalen-Lippe meldete in dem Zusammenhang, dass die für eine Förderung von Bund/Land notwendige und aus Eigenmitteln zu finanzierende Vorplanung nicht erbracht werden kann. Als Grund wird eine in der Zwischenzeit seit Anfang der 2020er-Jahre entstandene, angespannte Haushaltssituation aufgrund erhöhter Aufwendungen für den laufenden Betrieb genannt.